# Fallbach (Landgraben)

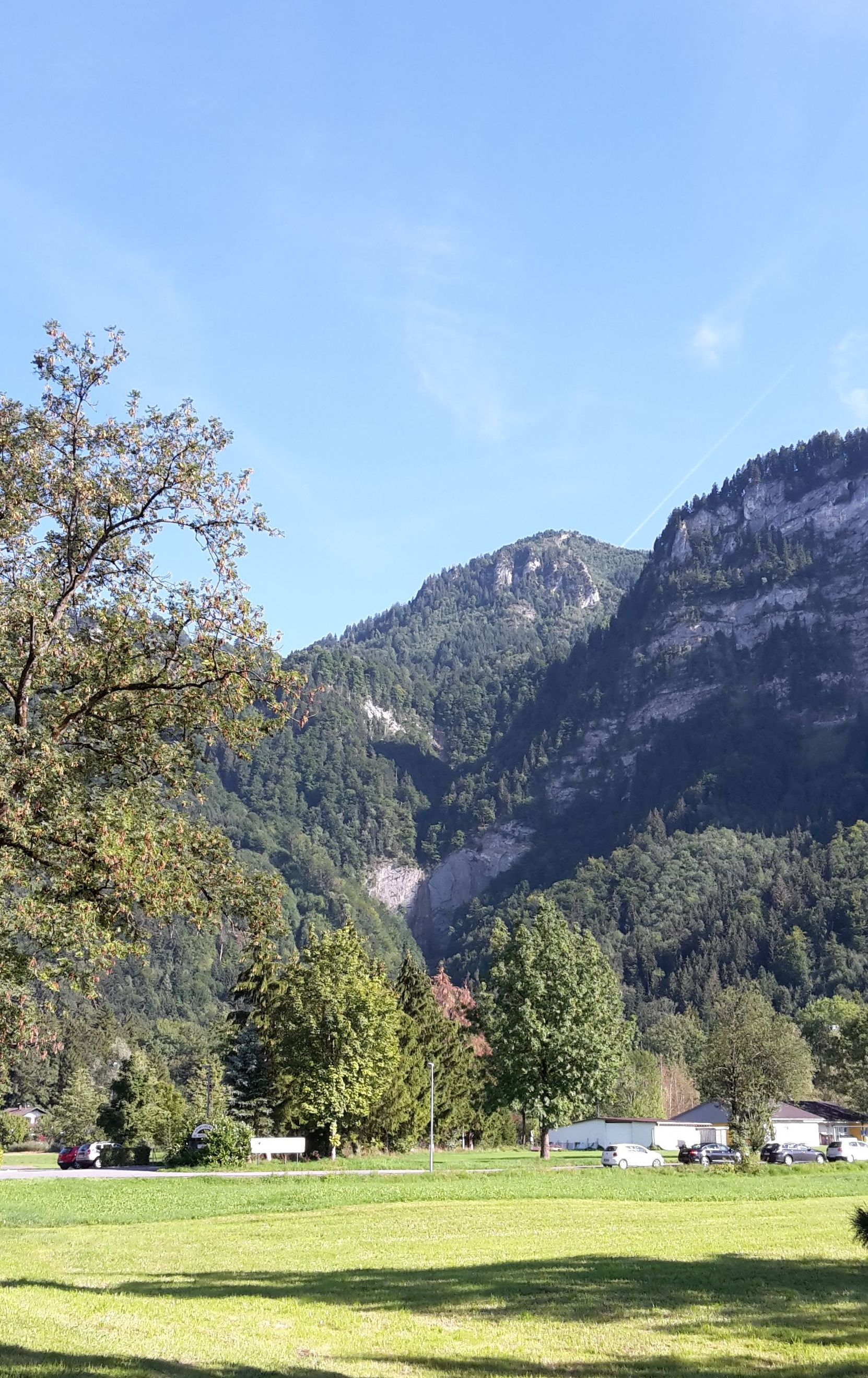
Fallbach und Feientobel in Dornbirn von "In Steinen" aus gesehen (Bremenmahd) mit wenig Wasser. Rechts ein Teil des Breitenberg und in der Mitte dahinter, der Staufen

Der Fallbach ist ein Fließgewässer, das von der Staufenalpe (Gemeinde Hohenems, Quelle etwa bei 1116 m ü. A.), über das Feientobel zum Landgraben fließt (Mündung etwa bei 416 m ü. A.). Der Fallbach beginnt bei Gewässerkilometer (GwKm) 5,47 und fließt etwa von Süden nach Norden und wechselt bei GwKm 2,18 in westliche Richtung.
Der Fallbach zeigt in nordwestliche Richtung einen weithin sichtbaren, imposanten Wasserfall, der jedoch bezüglich der Wassermenge stark von den zuvor stattgefundenen Niederschlägen abhängig ist und bei längeren Trockenperioden ausdünnt.
Neben dem Fallbach verläuft der Fallbachtobelweg.

## Zuflüsse
Bei Flusskilometer 5,47, im Gemeindegebiet von Hohenems, in der Nähe der Staufenalpe, entspringt der Fallbach einer Quelle und behält von hier an seinen Namen durchgehend. Der Bach fließt von der Quelle aus gesehen links am  Staufen vorbei zum Kühberg auf Dornbirner Gemeindegebiet, durch das Feientobel an Haslach vorbei zum Landgraben und nimmt dabei rasch mehrere Zuflüsse auf.
Bedeutende Zuflüsse des Fallbachs sind (vom Ursprung gesehen) im oberen Bereich bis zur Mündung bei Flusskilometer:
- 5,13 ein zweiter unbenannter Quellzufluss (Hohenems, Staufenalpe), R,
- 4,46 und 4,40 und 4,29 unbenannte Quellzuflüsse (Hohenems, Ruheshütte), L,
- 3,72 und 3,43 je einen unbenannten Quellzufluss (Hohenems, Staufen), R,
- 2,56 einen unbenannten Zufluss bei Haslach, L,
- 1,85 den Küferbach (Dornbirn – Wallenmahd), R,
- 1,36 Ableitung Fallbach alt (Dornbirn – Wallenmahd – Betriebsgebiet), R,
- 1,07 den Steinengraben (Dornbirn – Wallenmahd – Betriebsgebiet), L,
- 0,95 den Satzbach (Dornbirn – Wallenmahd – Betriebsgebiet), L,
- 0,32 Zuleitung Fallbach alt (Dornbirn – Wallenmahd – Betriebsgebiet), L,

(R = Zufluss von rechts / L = Zufluss von links).
Bei Flusskilometer 0,00 mündet der Fallbach beim Ortsteil Wallenmahd in den Landgraben (Flusskilometer 2,656 des Landgrabens). Der Landgraben bildet zwischen GwKm 0,82 und GwKm 3,10 die Gemeindegrenze zwischen Dornbirn und Hohenems und mündet bei GwKm 6,75 in den Rheintal-Binnenkanal, weiter in die Dornbirner Ache und in den Bodensee.
Im unteren Bereich wurde der Fallbach 2008 bis 2011 ausgebaut, um die Hochwassersicherheit zu erhöhen.

## Anstoßende Gemeinden
Im oberen Bereich fließt der Fallbach zu etwa einem Drittel seiner Länge durch die politische Gemeinde Hohenems.
Etwa bei Flusskilometer 3,72 fließt der Bach in das Gemeindegebiet von Dornbirn ein.

## Wirtschaftliche Nutzung
Der Fallbach wurde früher wirtschaftlich genutzt und die Heilquelle für Bad Haslach dürfte aus einer Einsickerung des Fallbaches entstammen.

## Fallbach alt
Der ursprüngliche Fallbach floss rund 600 m quer über das Betriebsgebiet  „Fussenegger Wirtschaftspark“ (früher J.M.Fussenegger Textilwerke) und wurde entlang der östlichen und südlichen Grundstücksgrenzen neu geführt.

## Feientobel
Das vom Fallbach durchflossene und ausgewaschene Feientobel trennt den Karren vom Breitenberg.